# Cryptopenaeus
Cryptopenaeus is een geslacht van kreeftachtigen uit de klasse van de Malacostraca (hogere kreeftachtigen).

## Soorten
- Cryptopenaeus brevirostris Hayashi in Baba, Hayashi & Toriyama, 1986
- Cryptopenaeus catherinae de Freitas, 1979
- Cryptopenaeus clevai Crosnier, 1985
- Cryptopenaeus crosnieri Pérez Farfante & Kensley, 1985
- Cryptopenaeus sinensis (Liu & Zhong, 1983)